# Testowanie graficznego interfejsu użytkownika
Testowanie GUI (ang. GUI software testing) – proces testowania produktu, który sprawdza czy interfejs graficzny jest napisany zgodnie ze specyfikacją. 
Testy GUI sprawiają, że proces testowania oprogramowania jest bardziej skomplikowany, bowiem trudno przetestować automatycznie wszystkie zachowania interfejsu aplikacji.